# Barcelonne-du-Gers
 Barcelonne-du-Gers  es una población y comuna francesa, en la región de Occitania, departamento de Gers, en el distrito de Mirande y cantón de Riscle.
Forma parte del Camino de Santiago (Via Podiensis)

## Demografía
| 1091 | 1190 | 1134 | 1183 | 1312 | 1303 |
| Para los censos de 1962 a 1999 la población legal corresponde a la población sin duplicidades (Fuente: INSEE [Consultar]) |      |      |      |      |      |

Forma parte de la aglomeración urbana de Aire-sur-l'Adour (Landas)